# Studies in Ethnicity and Nationalism
Studies in Ethnicity and Nationalism, anteriorment The ASEN Bulletin, és una revista científica revisada interdisciplinària sobre nacionalisme publicada al Regne Unit. És publicada semestralment en nom de l'Associació per a l'Estudi de l'Etnicitat i el Nacionalisme (ASEN) per Wiley-Blackwell, i està disponible en línia via Blackwell Synergy. Els seus articles se centren en qüestions contemporànies d'ètnia, raça i nacionalisme en tot el món i totes les disciplines, incloent-hi ciència política, sociologia, antropologia, economia, relacions internacionals, història i estudis culturals.